# Ida Auken
Ida Margrete Meier Auken (født 22. april 1978 på Frederiksberg) er cand.theol. og medlem af Folketinget for Socialdemokratiet. Hun blev valgt for første gang for Socialistisk Folkeparti (SF) den 13. november 2007. Hun skiftede parti til Radikale Venstre den 4. februar 2014 og blev ved Folketingsvalget 2015 genvalgt i Københavns Storkreds. I januar 2021 skiftede hun igen parti, denne gang til Socialdemokratiet. Hun var miljøminister i Helle Thorning-Schmidts regering fra 3. oktober 2011 til 3. februar 2014, hvor SF trådte ud af regeringen.

## Baggrund
Ida Auken er opvokset i Valby og er datter af præst og Europa-parlamentariker Margrete Auken og litteraturprofessor Erik A. Nielsen. Derudover er hun niece til den afdøde socialdemokratiske formand Svend Auken. Ida Auken gik på musikskolen Sankt Annæ Gymnasium og spillede i sine teenageår håndbold i Ajax København. Ida Auken er gift med Bent Meier Sørensen, der er professor i ledelse, politik og filosofi på Copenhagen Business School. Parret har to børn og bor i Den hvide by på Frederiksberg.

## Uddannelse
Ida Auken er teolog fra Københavns Universitet (1998-2006), og som færdiguddannet teolog har hun været i praktik som hospitalspræst på Rigshospitalet og som fængselspræst i Anstalten ved Herstedvester. Efter studiet var Ida Auken ekstern lektor på Det Teologiske Fakultet på Københavns Universitet (2006-2007). Fra 2004-2007 var Ida Auken ligeledes forlagsredaktør hos Forlaget Alfa.

## Politisk karriere
Ida Auken stillede op ved folketingsvalget i 2005 for SF i Esbjergkredsen, men blev ikke valgt. Ved folketingsvalget i 2007 blev hun valgt i Valbykredsen med 9.943 personlige stemmer, i 2011 fik hun 9.114 personlige stemmer og i 2015 fik hun 10.431 personlige stemmer. Dermed blev hun valgt foran Manu Sareen, der måtte forlade Folketinget ved valget den 18. juni 2015.

### Socialistisk Folkeparti(2007-2014)
Ida Auken har været SF's miljøordfører og formand for SF’s Miljøudvalg (2005-2007), og i 2010 blev hun formand for Folketingets Miljøudvalg. Derudover var hun medlem af Klima- og Energiudvalget samt Kulturudvalget (2007-2011).
Den 3. oktober 2011 til den 3. februar 2014 var Ida Auken miljøminister, hvor hun arbejdede for et grønt og bæredygtigt Danmark. Ida Auken stod i spidsen for en kommunal klimaaftale på 2,5 mia. kr., som blev tildelt tværkommunale projekter, hvor klimatilpasning var i fokus. Derudover gennemførte Ida Auken en handlingsplan for klimasikring af Danmark, der beskrev en række initiativer, som fra statens side skulle være med til at skabe en bæredygtig, grøn klimatilpasningsindsats i Danmark, f.eks. for at undgå oversvømmelser. Endelig udviklede Ida Auken et nyt værktøj kaldet ”Væksthjulet til Grøn Forretning”, som skulle hjælpe virksomheder til at skabe vækst ved at satse på grønne forretningsmuligheder.

### Radikale Venstre(2014-2021)
Den 4. februar 2014 skiftede Ida Auken parti fra SF til Det Radikale Venstre.
Auken er energi- og klimaordfører, miljøordfører, erhvervs-, IT- og iværksætterordfører samt forbrugerordfører. Derudover er Ida Auken medlem af Folketingets Erhvervs-, Vækst- og Eksportudvalg, Kulturudvalg, Miljø- og Fødevareudvalget og Energi-, Forsynings- og Klimaudvalget.[kilde mangler]
Ved Folketingsvalget 2015 modtog Auken 10.431 personlige stemmer i Københavns Storkreds og fik partiets eneste kredsmandat, mens Manu Sareen blev førstesuppleant.
Sammen med Thomas Damkjær Petersen, formanden for IDA, var Auken initiativtager til SIRI-Kommissionen, der blev nedsat i sommeren 2016.
Kommissionen skulle "se nærmere på, hvad kunstig intelligens egentlig betyder for vores liv",
og aflagde rapport med anbefalinger i februar 2019.
Efter 1. behandling af borgerforslaget Dansk Klimalov NU! i januar 2019, begyndte græsrodsbevægelser og grønne organisationer at arbejde for en opdatering af klimaloven, som skulle medføre en forøgelse af Danmarks nationalt besluttede bidrag til Parisaftalen til 70-pct. reduktion af drivhusgasudledninger i 2030 målt i forhold til 1990. Dette mål blev en del af Enhedslistens politik i februar 2019, imens Alternativet på dette tidspunkt ønskede en 80-pct. reduktion. Ida Auken arbejdede hårdt i mod at klimamålet skulle blive en del af partiets politi, og dermed indskrives i den nye klimalov, men blev under valgkampen i 2019 overtalt. Dette resulterede i en aftale mellem Enhedslisten, Det Radikale Venstre og Socialistisk Folkeparti om at reducere de danske drivhusgasudledninger med 70 pct. i 2030.

### Socialdemokratiet(2021-nu)
Den 29. januar 2021 skiftede Ida Auken parti fra Radikale Venstre til Socialdemokratiet. Dette i forbindelse med at at det var kommet frem at Morten Østergaard, der trak sig den 7. oktober 2020 på baggrund af en sexismesag mellem ham og Lotte Rod også havde krænket  yderligere to kvinder i folketingsgruppen: Den ene heraf Ida Auken, den anden Katrine Robsøe.

## Tillidsposter og kåringer
Ida Auken sidder i Advisory Board for Vigga.us, som er en dansk virksomhed, der producerer økologisk børnetøj efter den cirkulære idé, således at tøjet lejes og genbruges. Ida Auken er ligeledes medlem af Gamle Mursten’s Advisory Board, som er en dansk virksomhed, der renser og genanvender brugte mursten. Derudover sidder Ida Auken i Advisory Board for EMG, som er en virksomhed grundlagt i Holland, der rådgiver i bæredygtig udvikling. Endelig sidder Ida Auken i Designrådet, som har til formål at fremme design.
Ida Auken har opstartet et netværk omkring cirkulær økonomi, som samler Danmarks aktører indenfor cirkulær økonomi. Netværket sætter fokus på at samle og accelerere omstillingen til en cirkulær økonomi i Danmark og er partipolitisk neutralt. Netværket er forankret på Facebook, men arrangerer også fysiske events.
Ida Auken er derudover Co Chair for Young Global Leaders’ Taskforce for cirkulær økonomi. Tillige er Ida Auken den første danske politiker, som er en del af World Economic Forums gruppe for fremtidens ledere. De 200 medlemmer i gruppen er udvalgt, fordi de har vist lederskab og evne til at skabe og føre nye ideer ud i livet.
Ida Auken er medlem af Advisory Board, IDFC Institute, som undersøger de politiske, økonomiske og rumlige dimensioner af Indiens igangværende overgang fra et lavindkomst statsledet land til en velstående markedsøkonomi. Derudover er hun medlem af Global Teacher Prize 2016, Varkey Foundation, som hvert år tildeler US $ 1 million til en lærer, som har gjort en ekstraordinær indsats. Ida Auken er også medlem af Advisory Board, Future of Urban Development & Services, som er en del af World Economic Forum. Future of Urban Development & Services har til formål at være en partner i transformationen af byer rundt om i verden på grund af de enorme urbane udfordringer. Hun blev i 2017 medlem af Scientific Council, SUN Stiftung and Deutsche Post Foundation som st
Endelig er Ida Auken medlem af UNICEFs præklima og ulighed.um, som er rådgivende organ for organisationens bestyrelse.
Ida Auken blev i 2012 endvidere kåret til at være en af Europas lovende ledere under 40 år – ”40 under 40 European Young Leaders”. Formålet er at fremme den europæiske identitet ved at engagere 40 af Europas lyseste hoveder, som skal være med til at forme Europas fremtid.

## Publikationer
- Dansk, 2018

I april 2018 udgav Ida Auken bogen Dansk, hvor hun skrev om at hente inspiration i sin egen og fædrelandets historie og samtidig invitere alle dele af samfundet til at indgå i en ny og åben samtale om danskhed.
Redaktør af:
- Livet efter døden i de store verdensreligioner, 2006
- Jesus går til filmen : Jesusfiguren i moderne film, 2007
- Konstellationer : kirkerne og det europæiske projekt, 2007

Ida Auken har skrevet teologiske artikler om bl.a. forholdet mellem stat og kirke, religion, politik og ret samt Giorgio Agambens politiske teologi. Derudover har Ida Auken været blogger for The Guardian, hvor hun bl.a. har skrevet om cirkulær økonomi og klimaforandringer.

## Kontroverser
I juni 2015 kom Ida Auken ud i et uvejr på de sociale medier, efter hun havde støttet den religiøse og kulturelle frihed til drengeomskæring.
I november 2019 blev Ida Auken udsat for en såkaldt 'shitstorm' i pressen og på de sociale medier efter at Ekstra Bladets debatsektion, Nationen, gjorde læserne opmærksomme på at Ida Auken i et interview på en blog angiveligt havde udtalt at kun ved at købe dyre mærkevarer kan man afhjælpe presset på miljøet.